# Алкохоли
 Тази статия е за стихосбирката.  За за групата химични съединения вижте Алкохол.  
„Алкохоли“ (на френски: Alcools) е стихосбирка на френския поет Гийом Аполинер, издадена през 1913 година.
Съдържаща стихотворения, писани в продължение на 16 години, „Алкохоли“ се превръща в един от основополагащите текстове на литературния модернизъм. Тя включва стихотворения с различен стил и тематика, силно повлияни от възгледите на кубизма, някои от които по-късно са използвани като текст на популярни песни.